# Karl Kohlstock

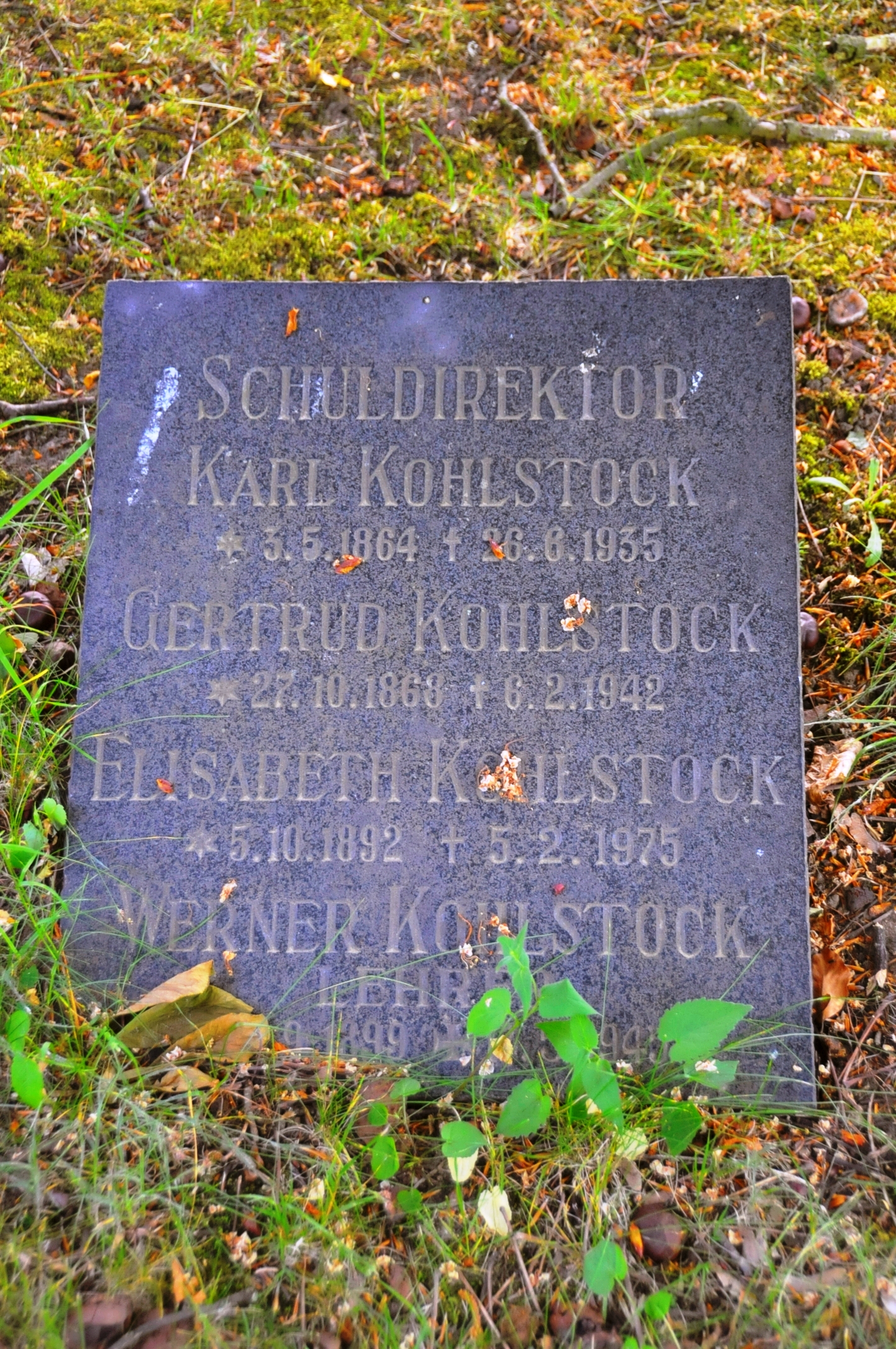
Grabstätte der Familie

Karl Kohlstock (* 3. Mai 1864 in Gotha; † 26. Juni 1935 ebenda) war ein Schuldirektor, Lehrer und Heimatforscher.

## Leben
Karl Kohlstock wurde als Sohn des Drechslermeisters Theodor Kohlstock geboren. Im Jahre 1881, nach dem Besuch der Realschule, besuchte er das „Gothaer Seminar“, um Lehrer zu werden. 1884 hatte er die Prüfung bestanden und wurde als Lehrer an der „Vorstadtschule am hohen Sand“ in Gotha angestellt und unterrichtete nebenbei auch an mehreren anderen Gothaer Anstalten. Seine Direktoren- und Mittelschullehrerprüfung legte er im Jahre 1896 am Gothaer Seminar zusätzlich ab und wurde daraufhin zu einer mehrjährigen Direktorentätigkeit nach Zella berufen, um 1904 nach Gotha zurückzukehren. 
Hier wurde er unter 63 Bewerbern zum Direktor der Reyherschule in Gotha berufen, wo er bis zu seinem Ruhestand im Jahre 1929 wirkte. Als Freund der Jugend genoss er bei seinen Schülern hohes Ansehen, weil er Zeit, Mühe und auch Geld opferte, um diesen die Schönheiten der Heimat zu erschließen. 
Neben seinem Lehrerberuf hat Kohlstock der Allgemeinheit als erfolgreicher Heimatforscher wertvolle Dienste geleistet. Besonders zu erwähnen sind dabei seine Verdienste um die Begründung und den Aufbau des Heimatmuseums auf Schloss Friedenstein. Die von ihm herausgegebenen 30 Wanderheftchen „Entdeckungsreisen in der Heimat“ bieten auch heute noch in konzentrierter und verständlicher Form jedem heimatinteressierten Leser reichlich heimatkundliches Wissen. So war er auch Mitglied in zahlreichen Vereinen und ein aktiver Kämpfer gegen den Alkoholismus. Eines seiner pädagogischen Ziele war die Erziehung einer alkohol-enthaltsamen Jugend. Im Jahre 1905 hatte die zuvor gegründete Reformhausgesellschaft im Haus Brühl 19 eine Gaststätte eröffnet, die – getreu Kohlstocks Motto – nur alkoholfreie Getränke ausschenkte. In diesem Haus hatte auch das „Neudeutsche Erholungsheim“ zunächst seinen Sitz, bis Kohlstock mit ihm in die Gaststätte in der Schwabhäuser Straße 24 umzog. 
Eine Gothaer Straße im Osten der Stadt trägt seinen Namen in Würdigung seines heimatverbundenen Wirkens. Seine Grabstätte mit der seiner Frau Gertrud (1868–1942) und seiner beiden Kinder befindet sich auf dem Hauptfriedhof Gotha.